# Benton (Iowa)
Benton es una ciudad situada en el condado de Ringgold, en el estado de Iowa, Estados Unidos. Según el censo de 2000 tenía una población de 40 habitantes.

## Geografía
Según la Oficina del Censo de los Estados Unidos, la localidad tiene un área total de 1,73 km², la totalidad de los cuales corresponden a tierra firme.

## Demografía
Según el censo de 2000, había 40 personas, 19 hogares y 14 familias residiendo en la localidad. La densidad de población era de 23,08 hab./km². Había 20 viviendas con una densidad media de 11,5 viviendas/km². El 100,00% de los habitantes eran blancos. El 2,50% de la población eran hispanos o latinos de cualquier raza.
Según el censo, de los 19 hogares, en el 10,5% había menores de 18 años, el 68,4% pertenecía a parejas casadas y el 26,3% no eran familias. El 26,3% de los hogares estaba compuesto por un único individuo, y el 10,5% pertenecía a alguien mayor de 65 años viviendo solo. El tamaño promedio de los hogares era de 2,11 personas, y el de las familias de 2,43.
La población estaba distribuida en un 10,0% de habitantes menores de 18 años, un 7,5% entre 18 y 24 años, un 22,5% de 25 a 44, un 32,5% de 45 a 64, y un 27,5% de 65 años o mayores. La media de edad era 52 años. Por cada 100 mujeres había 166,7 hombres. Por cada 100 mujeres de 18 años o más, había 140,0 hombres.
Los ingresos medios por hogar en la localidad eran de 26,250 dólares ($), y los ingresos medios por familia eran 29.375 $. Los hombres tenían unos ingresos medios de 16.875 $ frente a los 16.250 $ para las mujeres. La renta per cápita para la ciudad era de 15.752 $. Nadie vivía por debajo del umbral de la pobreza.